# Morgan Poaty
Morgan Paul Poaty (* 15. Juli 1997 in Rodez) ist ein kongolesisch-französischer Fußballspieler. Der Außenverteidiger steht seit 2023 in der Schweiz beim FC Lausanne-Sport unter Vertrag und ist Nationalspieler der Republik Kongo.

## Spielerkarriere

### Im Verein
Gebürtig aus dem südfranzösischen Rodez begann Poaty in seiner Kindheit mit dem Fußballspielen bei US Espalionnaise aus dem nahen Espalion, ehe er 2009 in den Nachwuchs des AF Rodez wechselte. 2012 wurde er in die Jugendabteilung des Erstligisten HSC Montpellier aufgenommen. Im September 2016 debütierte er in der Profimannschaft des Vereins in der Ligue 1, als er bei der 5:1-Niederlage gegen Olympique Lyon in der Startaufstellung stand, jedoch bereits in der achten Minute wegen Foulspiels die rote Karte sah. Im weiteren Lauf der Saison kam er noch zu zwei weiteren Erstliga-Einsätzen und spielte ansonsten hauptsächlich in der zweiten Mannschaft des Vereins in der vierten Liga. Im Januar 2017 stattete ihn der Verein mit einem Profivertrag über drei Jahre aus. Nach ebenfalls lediglich drei Erstliga-Spielen 2017/18 stand er am ersten Spieltag der Saison 2018/19 gegen Dijon FCO erneut in der Startaufstellung und bestritt das Spiel über die komplette Dauer, fand im Anschluss jedoch erneut keine Berücksichtigung mehr. Um Spielpraxis zu erhalten, verlieh ihn der Verein im September 2018 bis zum Saisonende mit anschließender Kaufoption an den Zweitligisten ES Troyes AC. Nach zunächst fünf Pflichtspieleinsätzen in Liga, Pokal und Ligapokal bis zur Winterpause konnte sich Poaty dort ab Februar 2019 als Stammspieler durchsetzen und erreichte mit der Mannschaft den dritten Tabellenplatz, scheiterte in der anschließenden Aufstiegsrelegation jedoch am RC Lens.
Nach Ablauf der Leihe im Sommer 2019 verließ er Troyes wieder und schloss sich stattdessen dem Ligakonkurrenten EA Guingamp an, bei dem er einen Dreijahresvertrag unterschrieb. In der Folge konnte sich Poaty dort jedoch nicht durchsetzen und erhielt nach insgesamt 20 Ligaspielen in zwei Jahren im Sommer 2021 die Freigabe, den Verein zu verlassen.
Poaty wechselte daraufhin nach Belgien zum dortigen Erstligisten RFC Seraing, der ihn mit einem Zweijahresvertrag mit Option auf ein weiteres Jahr ausstattete. Dort wurde er Stammspieler und konnte mit der Mannschaft in seiner ersten Saison 2021/22 zunächst noch den Klassenerhalt erreichen, stieg nach der anschließenden Saison 2022/23 jedoch in die zweite belgische Liga ab. Dort bestritt er zu Beginn der Saison 2023/24 noch ein weiteres Spiel für den Verein, ehe er im August 2023 zum Schweizer Erstligisten FC Lausanne-Sport wechselte.

### Nationalmannschaft
Über seinen kongolesischen Vater war Poaty grundsätzlich sowohl für die französischen als auch für die kongolesischen Auswahlmannschaften spielberechtigt. 2013 bestritt Poaty insgesamt acht Spiele für die französische U16-Nationalmannschaft. Im September 2021 wurde er erstmals für die A-Nationalmannschaft der Republik Kongo berufen und debütierte dort schließlich im Oktober 2021 beim WM-Qualifikationsspiel gegen Togo.